# Thomas S. Monson

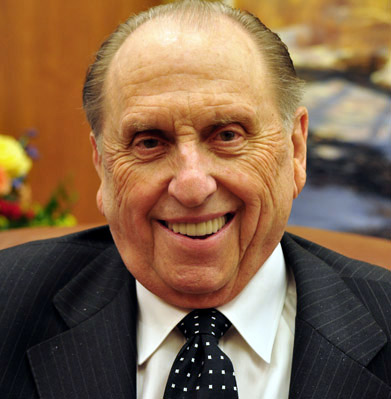
Thomas S. Monson

Thomas S. Monson (21 tháng 8, năm 1927 – 2 tháng 1, năm 2018) là vị chủ tịch thứ 16 của Giáo hội Các Thánh hữu Ngày sau của Chúa Giêsu Kitô (giáo phái Mormon). Trong quan điểm của giáo phái này, ông là một tiên tri thời hiện đại, có khả năng giao tiếp với Chúa Giê-su. Monson sinh ngày 21 tháng 8 năm 1927, được bầu vào hội đồng các thánh tông đồ của giáo hội năm ông 36 tuổi. Đến năm 1995, ông được bầu làm chủ tịch của hội đồng 12 thánh tông đồ. Đến tháng 2 năm 2008, sau khi chủ tịch Gordon B. Hinckley qua đời, Thomas S. Monson chính thức trở thành người đứng đầu giáo hội Mormon. Ông là cựu học sinh của Đại học Brigham Young và Đại học Utah.